# Dentalium filosum
Dentalium filosum är en blötdjursart som beskrevs av William John Broderip och Sowerby 1830. Dentalium filosum ingår i släktet Dentalium och familjen Dentaliidae. Inga underarter finns listade i Catalogue of Life.